# Walter Hoffmann
Walter Hoffmann (ur. 1899, zm. ?) – zbrodniarz nazistowski, członek załogi niemieckiego obozu koncentracyjnego Dachau  i SS-Hauptsturmführer.

## Życiorys
Z zawodu urzędnik administracyjny. Członek NSDAP. Od 1941 do 1945 pełnił służbę w administracji obozu głównego Dachau jako kierownik wydziału finansowego. W procesie załogi Dachau (US vs. Gottlob Beck i inni), który miał miejsce w dniach 27–30 grudnia 1946 przed amerykańskim Trybunałem Wojskowym w Dachau skazany został na 2 lata pozbawienia wolności.